# Sofia Virta
Sofia Marjanna Virta (ur. 21 czerwca 1990 w Kaarinie) – fińska polityk i działaczka samorządowa, posłanka do Eduskunty, od 2023 przewodnicząca Ligi Zielonych.

## Życiorys
Uzyskała magisterium z nauk o wychowaniu, odbyła pedagogiczne studia nauczycielskie. Kształciła się również w zakresie psychoterapii. Pracowała m.in. przy projektach w sektorze pozarządowym, prowadziła działalność gospodarczą w branży oświatowej. Zaangażowała się w działalność polityczną w ramach Ligi Zielonych. W 2017 została radną miejską rodzinnej miejscowości, a w 2021 weszła w skład rady regionu Finlandia Południowo-Zachodnia. W wyborach w 2019 po raz pierwszy uzyskała mandat deputowanej do Eduskunty. Z powodzeniem ubiegała się o poselską reelekcję w 2023.
W czerwcu 2023 zastąpiła Marię Ohisalo na funkcji przewodniczącej swojego ugrupowania.